# Rijk van Aken
Het Rijk van Aken (Duits: Aachener Reich) was vanaf de middeleeuwen tot eind achttiende eeuw een territorium binnen het Heilige Roomse Rijk. Het omvatte de vrije rijksstad Aken en een aantal buiten de Akense stadsmuren gelegen gebieden, de zogenaamde kwartieren. In 1500 werd de stadstaat ingedeeld bij de Nederrijns-Westfaalse Kreits.

## Geschiedenis
Nadat keizer Frederik I Barbarossa van het Heilige Roomse Rijk in 1166 stadsrechten had verleend aan de stad Aken, werden deze door keizer Lodewijk IV de Beier in 1336 schriftelijk bevestigd in een Gouden Bul. Daarbij werd ook het territorium van het omliggende rechtsgebied vastgesteld. Het jaar 1336 wordt om die reden gezien als de officiële stichting van het Rijk van Aken.

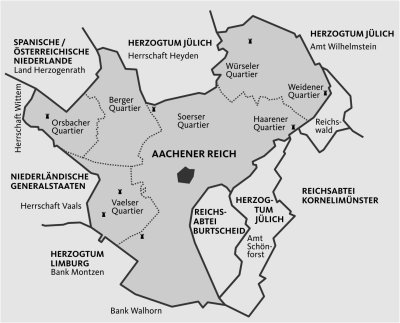
Territorium van het Rijk van Aken (de grenzen van de kwartieren zijn globaal aangegeven)

### Omvang en gebiedsindeling
Tot het Rijk van Aken behoorden zowel het grondgebied van de stad zelf, gelegen binnen de omstreeks 1300 voltooide tweede stadsmuur, als de ommelanden, die bestonden uit de zogenaamde Glockenklang ("klokkengelui"; het gebied buiten de stadsmuren waar het gelui van de Akense kerkklokken nog kon worden gehoord), daaromheen de zeven kwartieren, en verder de niet tot een kwartier behorende, vrijwel onbewoonde Aachener Heide en het Aachener Wald. Het totale gebied was bijna 90 km² groot, waarvan ongeveer 175 hectare (1,75 km²) binnen de stadsmuren.
De Glockenklang was een gebied direct buiten de tweede stadsmuur, waarbinnen de bevolking met behulp van klokgelui kon worden gewaarschuwd voor indringers. Dit gebied was verdeeld in negen 'graafschappen', die elk onder bevel van een kapitein stonden. Elke kapitein had zijn hoofdzetel in een stadspoort en was verantwoordelijk voor het gebied direct buiten die poort. In detail waren dit Ponttor, Bergtor, Kölntor, Adalbertstor, Wirichsbongardstor, Marschiertor, Rostor, Jakobstor en Königstor. De Junkerstor had geen eigen kapitein; de Sandkaultor deelde die met de Bergtor.
De zeven, aanvankelijk zes kwartieren (Quartiers) binnen het Rijk van Aken waren: Vaalserquartier, Orsbacher Quartier, Berger Quartier, Soerser Quartier (afgesplitst van het Berger Quartier), Haarener Quartier, Würseler Quartier en Weidener Quartier.

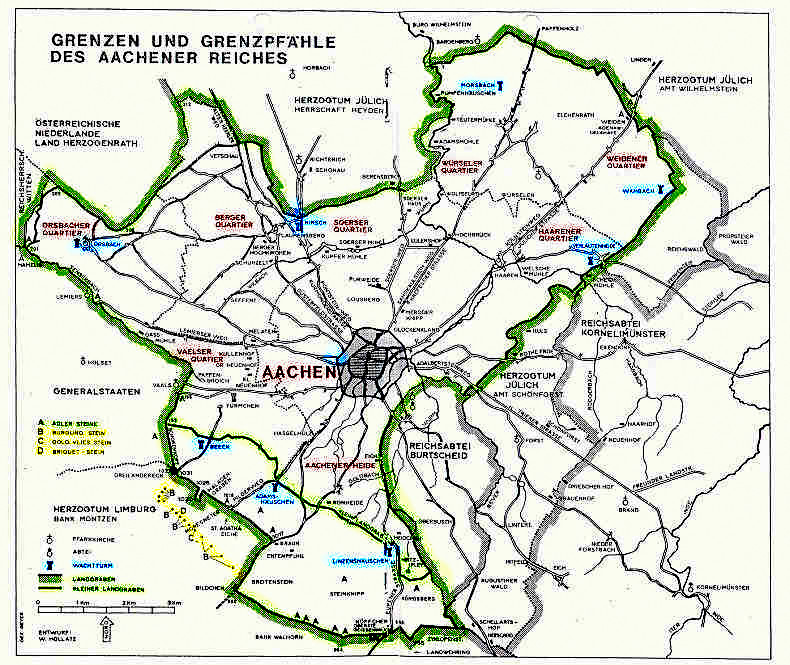
Grenzen en grenspalen van het Rijk van Aken. Blauw gemarkeerd: Langer Turm en wachttorens

### Grenzen en grensbewaking
De grenzen van het Rijk van Aken hadden een lengte van circa 70 kilometer. Aan de westzijde grensde het aan het hertogdom Limburg en de Landen van Overmaas (met name het Land van Rode), die in de veertiende eeuw beide via personele unies met het hertogdom Brabant verbonden waren en later bij de Bourgondische, nog later bij de Spaanse of Staatse Nederlanden gingen behoren. Aan de noordzijde grensde het Akense Rijk aan het hertogdom Gulik, dat net als Aken tot de Nederrijns-Westfaalse Kreits behoorde. In het zuidoosten waren de rijksabdijen van Burtscheid en Kornelimünster (Münsterländchen) de belangrijkste buren, met daartussen de heerlijkheid Schönforst, een exclave van Gulik. De grens werd op regelmatige afstanden gemarkeerd met zogenaamde adelaarsstenen (Adlersteine). Op deze grensstenen stond in reliëf het wapen van de stad Aken, de rijksadelaar.

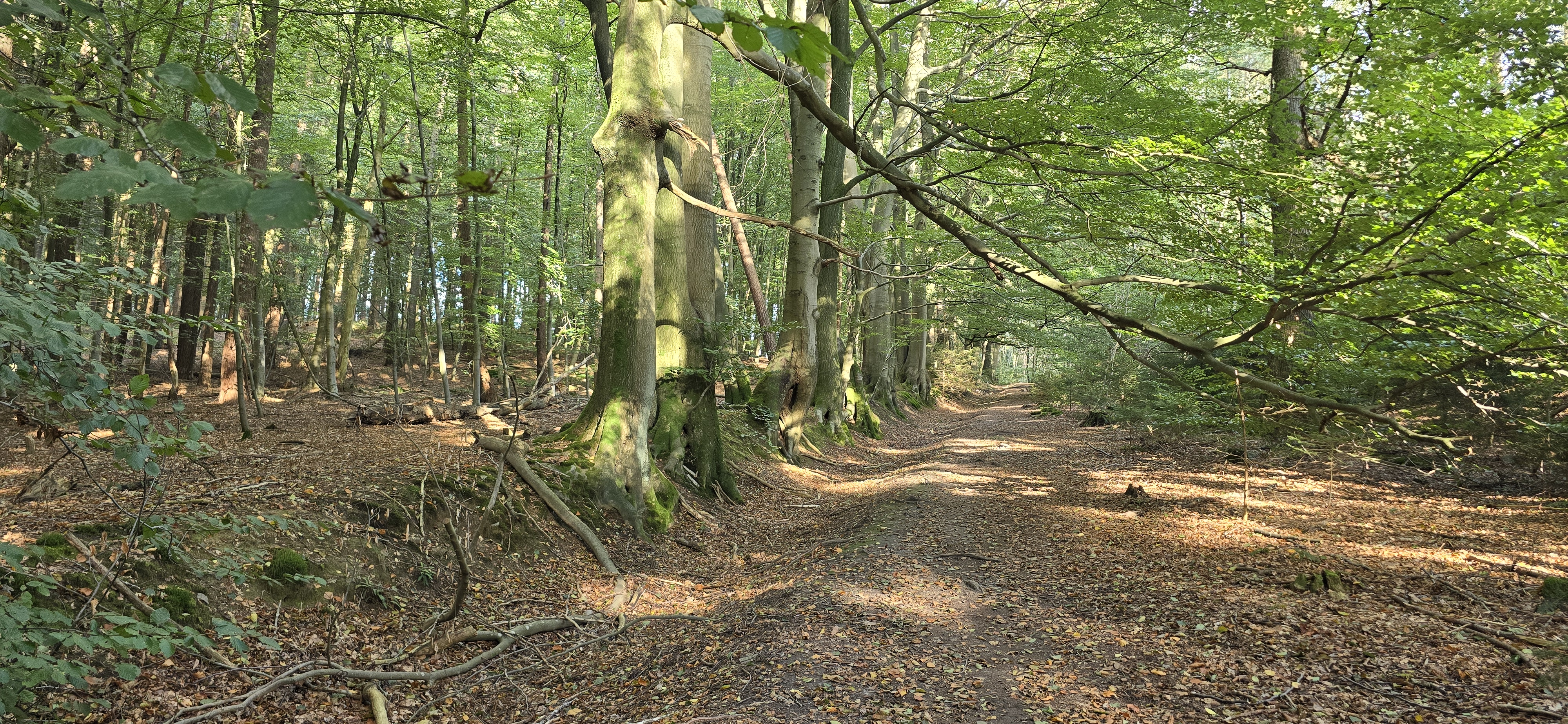
Restant van de Aachener Landgraben in het Aachener Wald bij Aachen-Köpfchen

De grenzen werden beveiligd door een landweer of landgraaf, de Aachener Landgraben. Deze bestond uit een aarden hoofdwal van ongeveer vier meter hoog en twee kleinere zijwallen van circa 1,20 meter hoog, waartussen een drie à vier meter diepe (droge) gracht lag. Het geheel was ongeveer twintig meter breed. De hoofdwal was beplant met beuken- en eikenhagen, die zodanig werden gesnoeid dat er een ondoordringbaar struikgewas ontstond. In de nabijheid van de grenzen werden bovendien wachttorens gebouwd, forse bouwwerken die zowel verdedigingstoren als uitkijktoren waren. De in totaal acht wachttorens stonden visueel in contact met elkaar en met de Langer Turm, de hoogste toren op de stadsmuur. Door middel van rook- of lichtsignalen of door het afschieten van vuurwerk kon men elkaar waarschuwen voor naderende vijanden. Mogelijk hadden ook de kerktorens van Laurensberg, Orsbach en Würselen hierbij een taak.

### Bestuur en rechtspraak
In de Aachener Gaffelbrief van 1450 werd vastgelegd dat het Akense Rijk bestuurd werd door een Grote Raad bestaande uit 124 leden. De helft daarvan waren vertegenwoordigers van de vijftien Akense gilden en de andere helft werd gekozen uit de schepenbanken. De raad werd voorgezeten door twee burgemeesters, waarvan er één lid was van een schepenbank. De hogere rechtsbevoegdheid berustte bij het Hoge Koninklijke Schepengerecht in Aken, dat tevens het hooggerechtshof was voor de dorpen in het Rijk van Aken en daar bepaalde soevereine rechten bezat. De rechters werden via coöptatie aangewezen uit de in de stad wonende adel, maar werden, afhankelijk van de rechtszaak, ook bijgestaan door een door de hertog van Gulik aangestelde voogd-meier, aangezien de Gulikse hertogen beschermheren (voogden) van Aken waren. Kerkrechtelijk behoorde het Rijk van Aken bij het bisdom Luik. Pas in 1802 werd het bisdom Aken opgericht.

### Opheffing
De invasies van de Fransen in 1792 en 1794 tijdens de Eerste Coalitieoorlog en de daaropvolgende bezetting van de linkeroever van de Rijn maakten een einde aan het bijna 600-jarig bestaan van het Rijk van Aken, dat periodes van welvaart en stabiliteit had gekend, maar ook tijden van grote politieke instabiliteit, bekend als de Aachener Mäkelei. In 1797 volgde de annexatie van de stad en ommelanden door de Eerste Franse Republiek, aanvankelijk (tot 1802) nog binnen een vazalstaat, de Cisrheniaanse republiek. Aken was in die tijd de hoofdstad van het Roerdepartement. Na de ineenstorting van het Eerste Franse Keizerrijk, besloot het Congres van Wenen in 1815 de stad bij het koninkrijk Pruisen te voegen, dat in 1871 opging in het Duitse Keizerrijk.
Nadat het grondgebied van het voormalige Rijk van Aken gedurende een periode van circa 175 jaar verdeeld was over meerdere zelfstandige gemeenten, kwam het in 1972 tot een grote gemeentelijke herindeling waarbij het gebied van het Akense Rijk – zonder Würselen maar met een groot aantal andere gebieden – bij de gemeente Aken werd gevoegd. Die gemeente verdrievoudigde daardoor in oppervlakte (van 55 naar 161 km²) en kreeg daarmee een grotere omvang dan het Rijk van Aken (ca. 90 km²) ooit had gehad.

## Erfgoed
Restanten van de Aachener Landgraben (de aarden verdedigingswal) en diverse Adlersteine (grensmarkeringen) zijn vandaag de dag nog te zien in het landschap rondom Aken. De landgraaf, die al ruim twee eeuwen niet meer onderhouden wordt, is soms moeilijk te herkennen, omdat de hoogteverschillen door erosie kleiner zijn geworden en de oorspronkelijke begroeiing niet meer aanwezig is.
Van de vermoedelijk circa tachtig Adlersteine zijn er nog zo'n twintig over. De meeste dateren uit de veertiende eeuw, toen de grenzen van het Rijk van Aken werden vastgesteld. Sommige zijn verplaatst, zoals die bij de Sint-Catharinakapel in het Nederlandse Lemiers, maar de meeste bevinden zich nog op de oorspronkelijke plaats, soms vlak bij een moderne grenspaal, zoals die bij de Kleng Wach, een voormalige douanepost in Vaals.
Van de acht bewakings- en communicatietorens zijn er nog vijf over, veelal in sterk gewijzigde vorm of opgenomen in een kasteel of kasteelachtige hoeve. Naast de Langer Turm zijn dat de torens van Alt-Linzenshäuschen, Beeck, Haus Hirsch, Adamshäuschen en Burcht Orsbach. De torens in Würselen-Morsbach, Weiden-Wambach en Verlautenheide bestaan niet meer, maar in laatstgenoemde plaats herinnert de Türmchenweg nog aan het verdwenen bouwwerk.

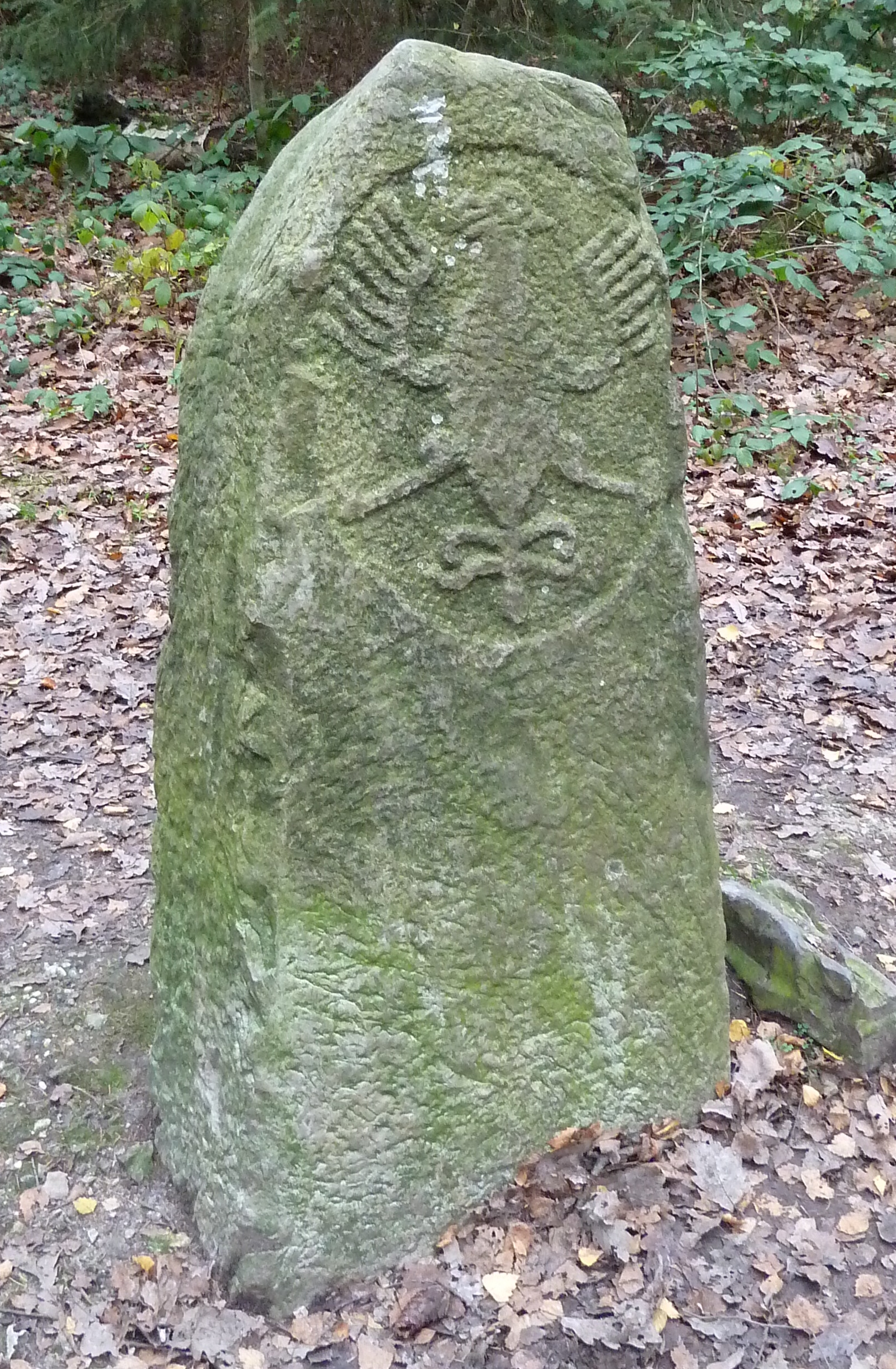
Adlerstein Vaalserberg
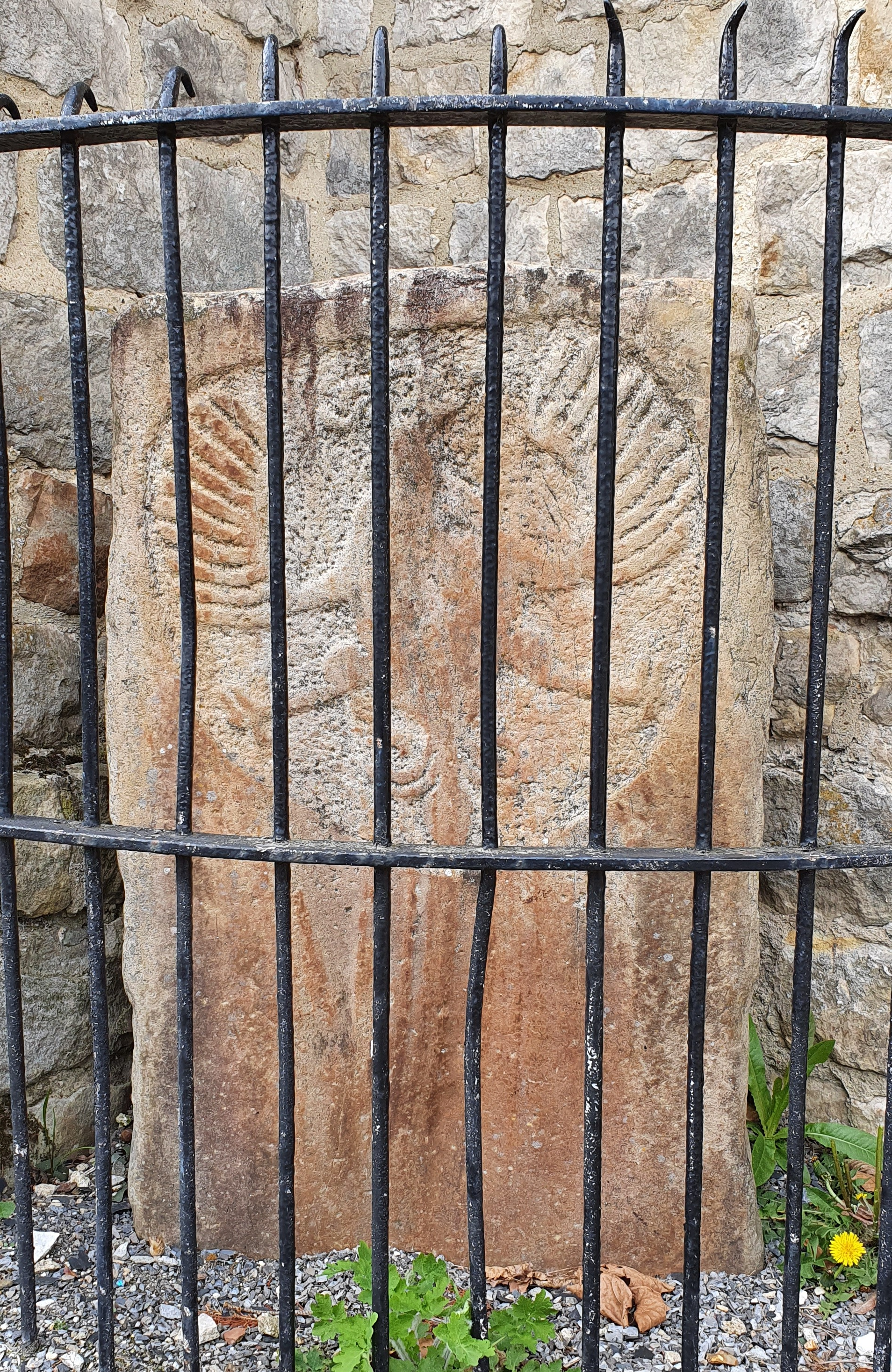
Adlerstein  Lemiers
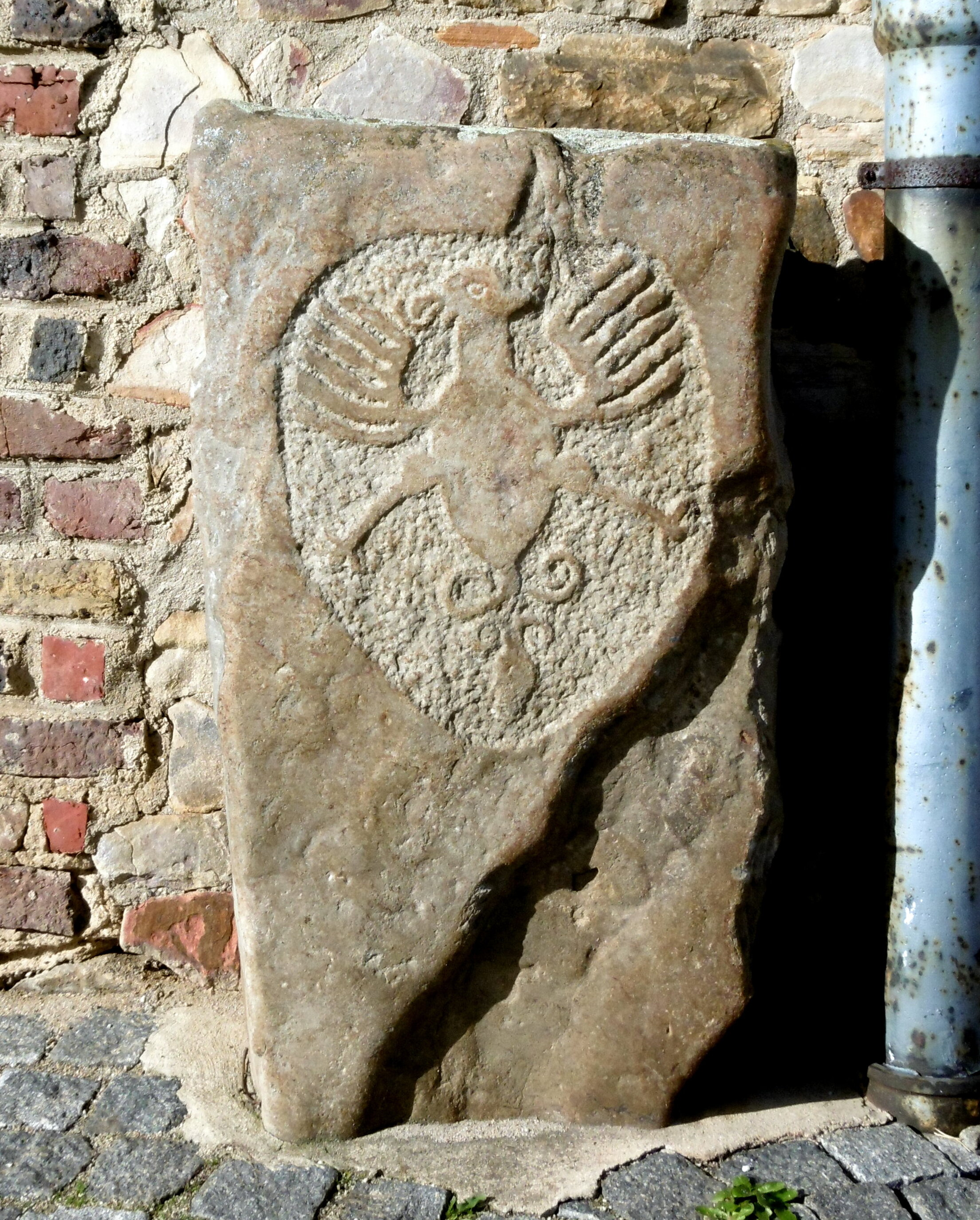
Adlerstein Oberforstbach
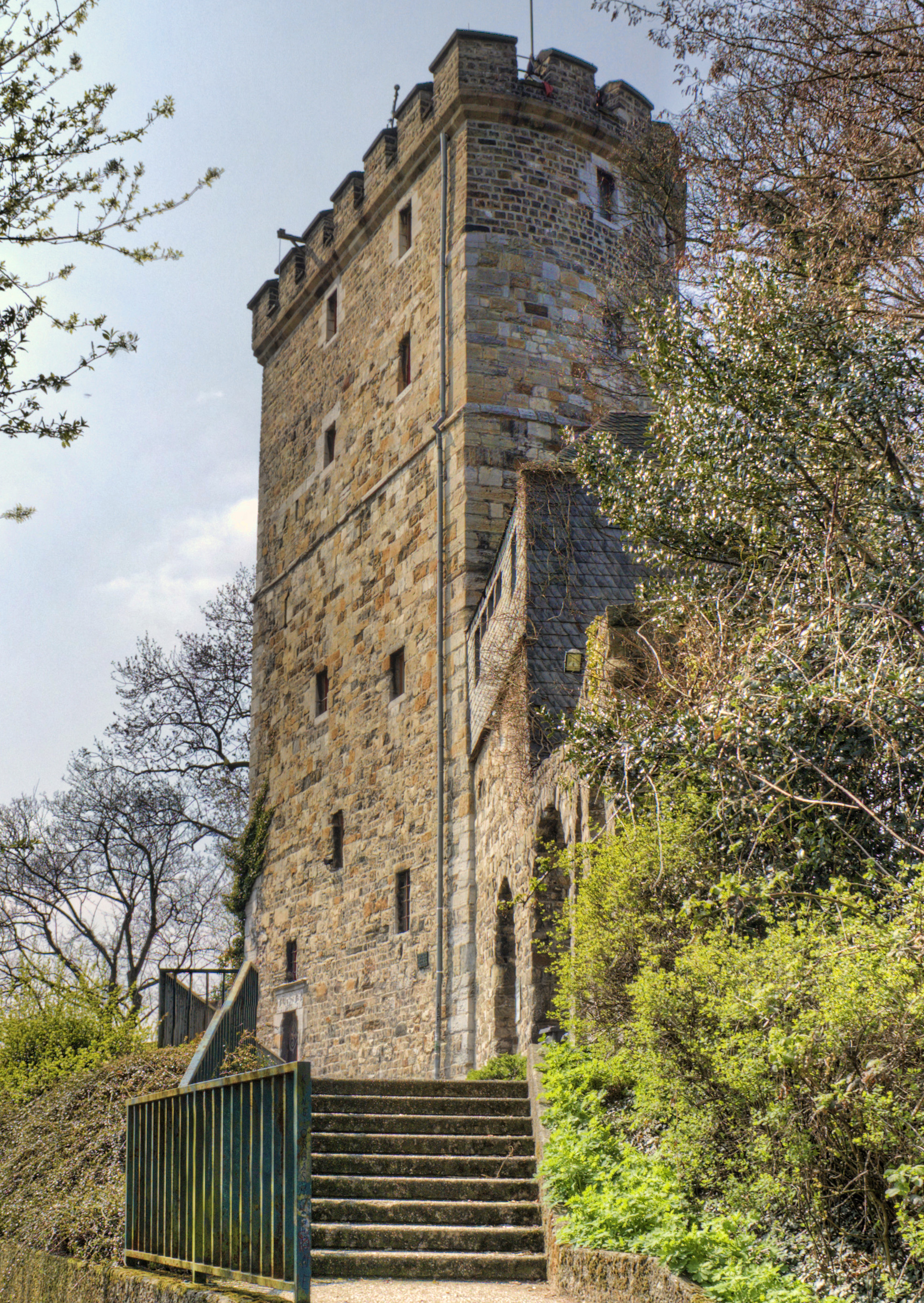
Langer Turm, stadsmuur Aken
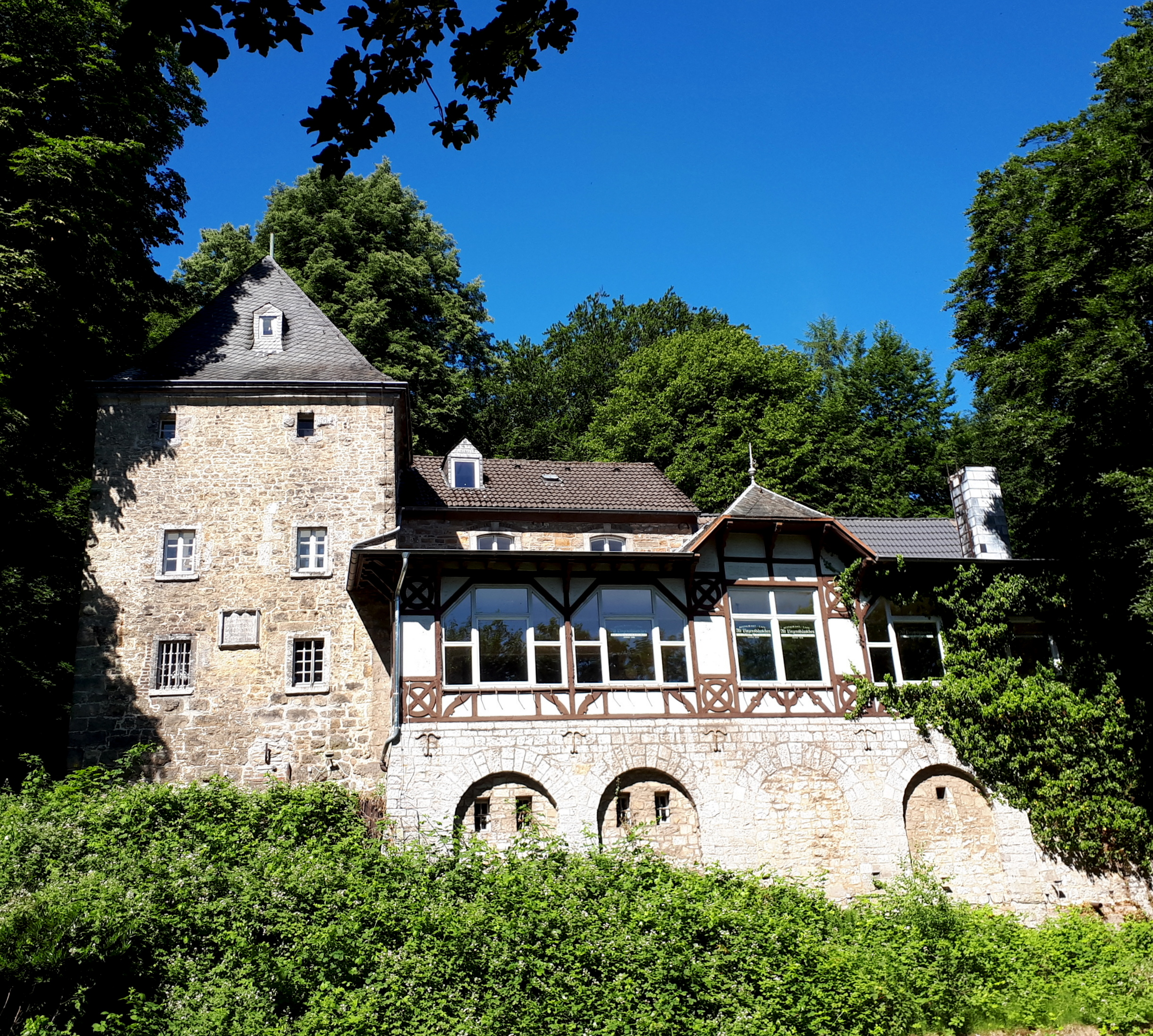
Wachttoren Alt-Linzenshäuschen
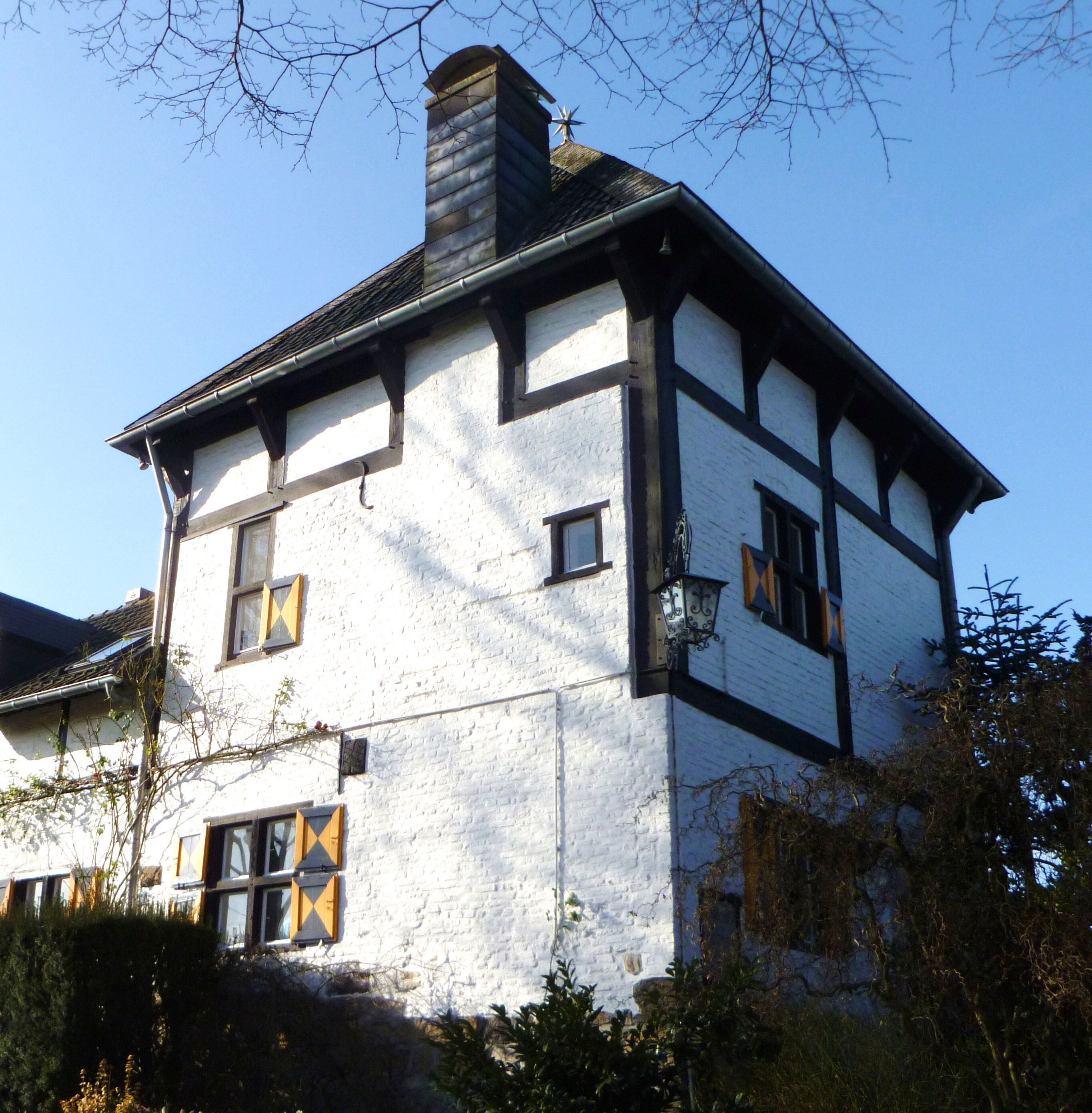
Wachttoren Beeck, Dreiländerweg
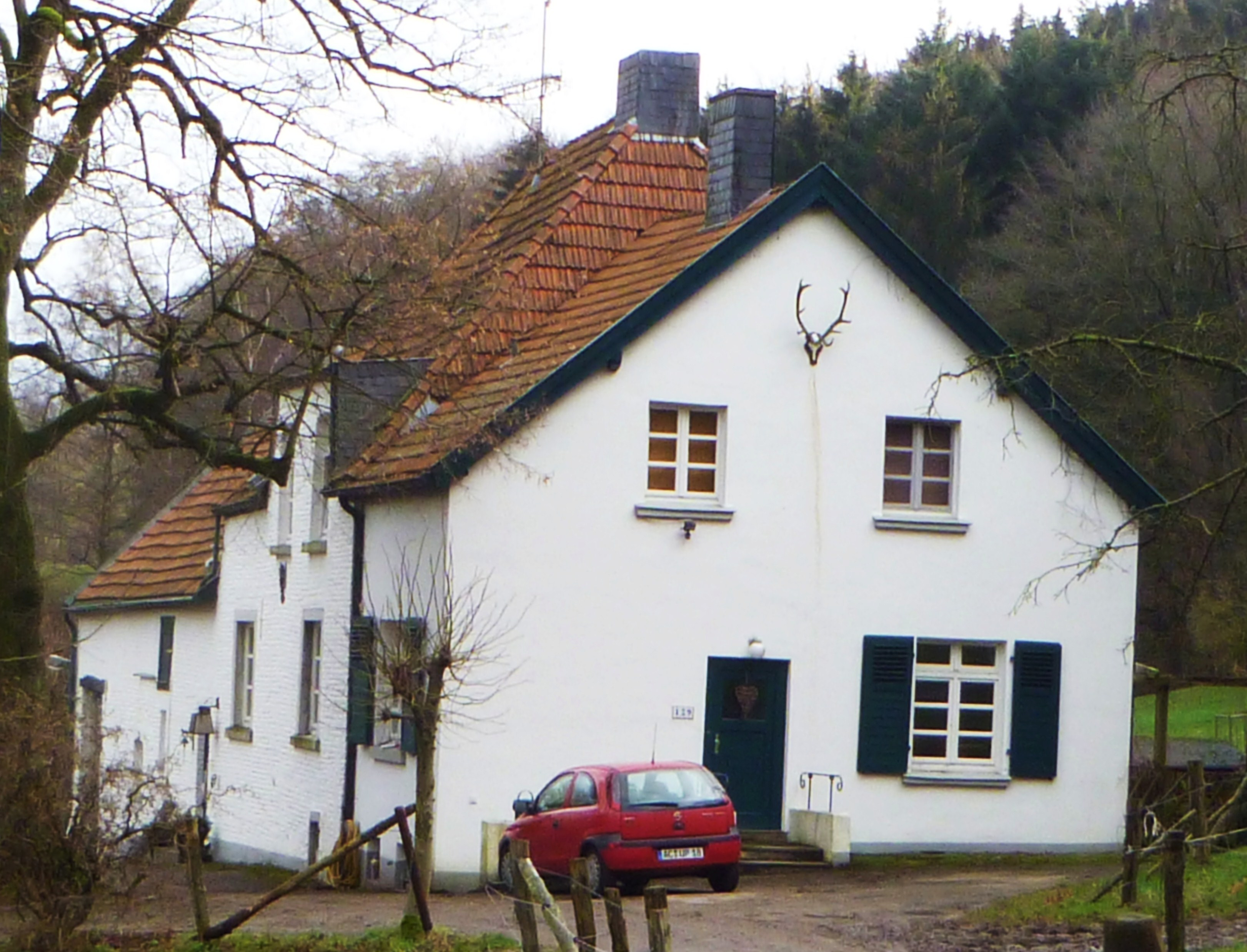
Adamshäuschen, Preusweg
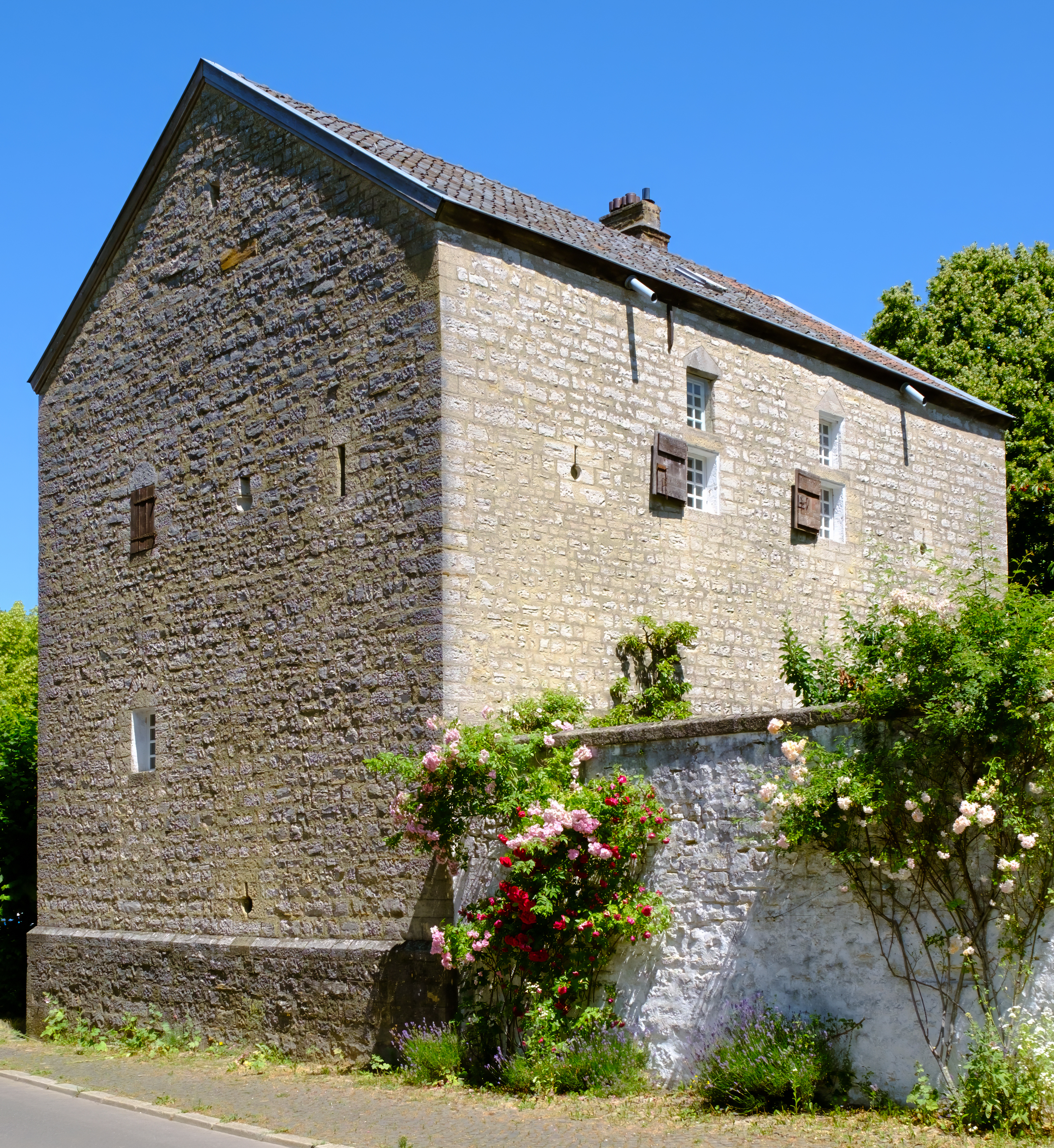
Wachttoren Burg Orsbach
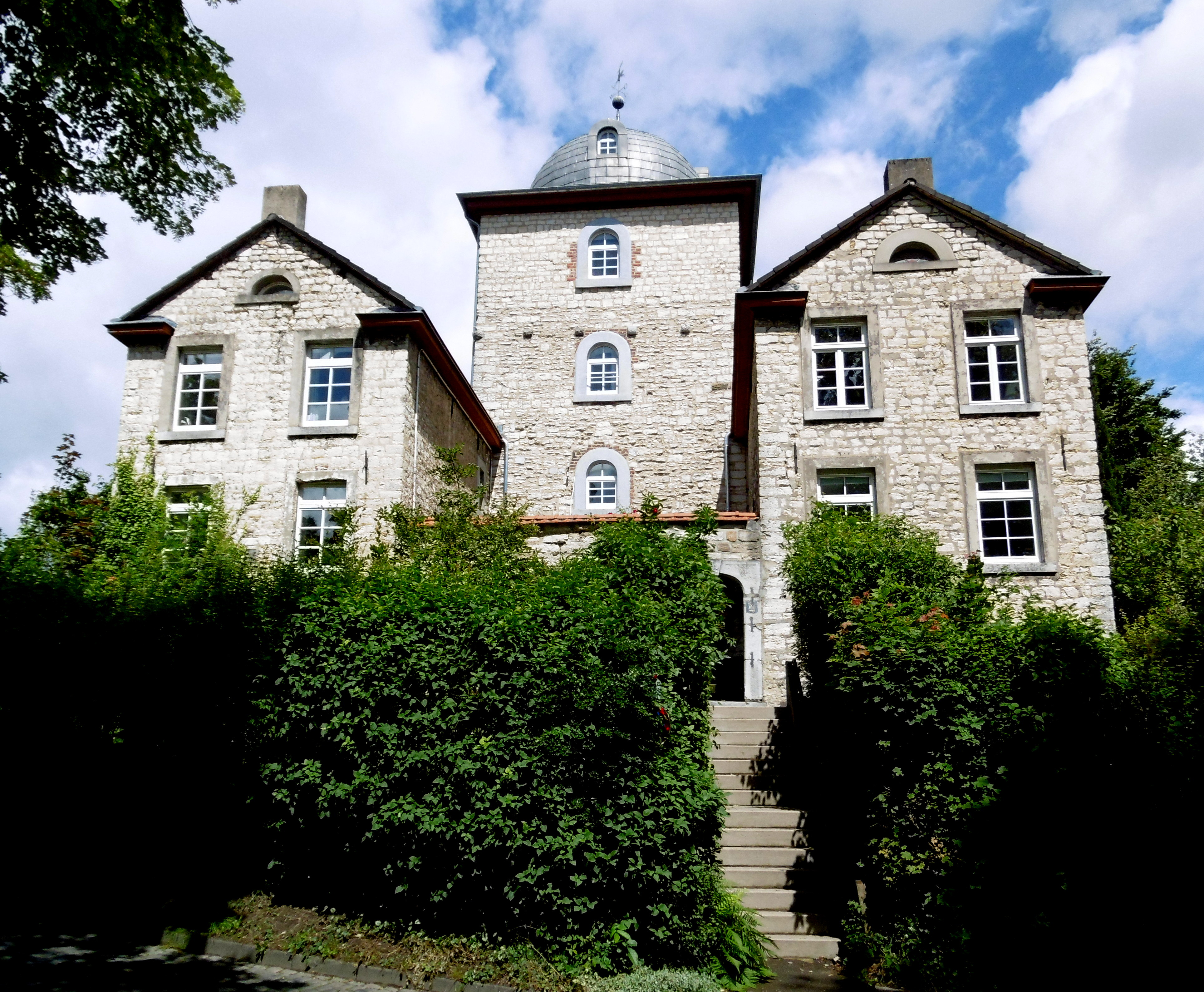
Verdedigingstoren Hirsch, Laurentiusstraße